# Nancy Carrillo
Nancy Carrillo est une joueuse cubaine de volley-ball née le 11 janvier 1986 à La Havane. Elle mesure 1,90 m et joue au poste d'attaquante. Elle a totalisé 63 sélections en équipe de Cuba.

## Clubs
| Club                       | De        | À         |
| -------------------------- | --------- | --------- |
| Ciudad Habana              | 1995-1999 | 2004-2005 |
| Ouralotchka Iekaterinbourg | 2005-2006 | 2005-2006 |
| Ciudad Habana              | 2006-2007 | 2008-2009 |
| São Bernardo               | 2011-2012 | 2011-2012 |
| VBC Voléro Zurich          | 2012-2013 | 2012-2013 |
| Omichka Omsk               | 2013-2014 | 2014-2015 |
| Tianjin Volleyball         | 2015-2016 | 2015-2016 |
| Racing Club de Cannes      | fév 2016  | mai 2016  |
| Tianjin Volleyball         | 2016-2017 | 2016-2017 |
| Guangdong Evergrande       | 2017-2018 | 2017-2018 |
| VBC Voléro Zurich          | fév 2018  | mai 2018  |
| Volero Le Cannet           | mars 2019 | …         |

## Palmarès

### Équipe nationale
- Jeux olympiques
  -  2004 à Athènes
- Grand Prix Mondial
  - Finaliste : 2008.
- Championnat d'Amérique du Nord (1)
  - Vainqueur : 2007.
  - Finaliste : 2005.
- Coupe panaméricaine
  - Vainqueur : 2002, 2007.
- Jeux Panaméricains
  - Vainqueur : 2007.
  - Finaliste : 2003.
- Jeux d'Amérique centrale et des Caraïbes
  - Finaliste: 2006.

### Clubs
- Championnat de Suisse
  - Vainqueur : 2013, 2018.
- Coupe de Suisse
  - Vainqueur : 2018.
- Coupe de Russie
  - Finaliste : 2014.
- Championnat de Chine
  - Vainqueur : 2016.
- Coupe de France
  - Vainqueur : 2016.
- Championnat de France
  - Finaliste : 2016.

### Distinctions individuelles
- Championnat du monde de volley-ball féminin 2002: Meilleure serveuse[3].
- Coupe panaméricaine de volley-ball féminin 2002: Meilleure serveuse et meilleure attaquante.
- Volley-ball féminin aux Jeux panaméricains de 2003: Meilleure attaquante.
- Championnat d'Amérique du Nord de volley-ball féminin 2005: Meilleure serveuse.
- Grand Prix Mondial de volley-ball 2005: Meilleure contreuse.
- Grand Prix Mondial de volley-ball 2006: Meilleure serveuse.
- Championnat d'Amérique du Nord de volley-ball féminin 2007: Meilleure attaquante, meilleure contreuse et MVP.
- Coupe du monde de volley-ball féminin 2007: Meilleure attaquante.
- Coupe panaméricaine de volley-ball féminin 2007: Meilleure attaquante, meilleure serveuse et MVP.
- Volley-ball féminin aux Jeux panaméricains de 2007: MVP.